# Ganwa
De ganwa vormen een prinselijke klasse in Burundi. Zij zijn nauw verwant aan het koningshuis en leden van het koningshuis trouwen vaak met iemand uit de ganwa-klasse. Als iemand, niet behorende tot de ganwa, trouwde met een lid van het koninklijk huis, dat werd men automatisch lid van de ganwa-klasse. Ganwa zijn noch Tutsi's noch Hutu's, maar worden meestal wel gerekend onder de Tutsi's omdat zij daar etnisch meer aan verwant zijn (een lid van het koningshuis was meer geneigd om met een Tutsi te trouwen, hoewel huwelijken tussen een Hutu en een lid van de koninklijke familie ook plaatsvonden). Tot de instelling van de republiek van 1966 werd de politiek van Burundi gedomineerd door Ganwa-prinsen en Tutsi-edelen. 